# Hey There Delilah
Hey There Delilah is de derde single op het in 2005 uitgegeven album All That We Needed van de Plain White T's. Twee jaar na de eerste release van de song werd het in juni 2007 de eerste hit van de band. Hey There Delilah bereikte de eerste plaats in de Billboard Hot 100 in juli. Van 3 tot 28 juli 2007 was het zelfs de meest gedownloade song op de Amerikaanse iTunes Music Store, totdat het die eer moest doorgeven aan Beautiful Girls van Sean Kingston.

## Inspiratie en compositie
De inspiratie voor "Hey There Delilah" kwam van Delilah DiCrescenzo, afgestudeerd aan de Columbia-universiteit en trainend voor de Olympische Spelen van 2008 in de discipline steeplechase.
Er is nooit sprake geweest van een relatie tussen Tom Higgenson en DiCrescenzo, maar Tom werd geïnspireerd tot het schrijven van deze song kort nadat ze aan elkaar werden voorgesteld door een wederzijdse vriend:

"Er is nooit iets tussen ons geweest. Het was vrij grappig - treurig eigenlijk. Mijn levensverhaal... Ik dacht dat zij het mooiste meisje was dat ik ooit gezien had. Ik zei haar: 'Ik heb al een lied over jou'. Natuurlijk, er was helemaal geen lied. Maar ik dacht dat ze dat leuk zou vinden..." 
— Tom Higgenson

Het kostte Tom een jaar om de song te schrijven. De echte Delilah echter, die niet geïnteresseerd was in Tom omdat ze al een relatie had, wist niet goed hoe ze met de druk moest omgaan te weten dat er een lied over haar geschreven werd:

"Wanneer ik in de gym ben, hoor ik het, wanneer ik in het zwembad ben, hoor ik het. Een deel van mij wil het uitschreeuwen en zeggen: 'Dit gaat over mij'. Een ander deel wil ineenkrimpen en zeggen dat het niet zo is."
"Het was zo mooi geschreven", zei ze. "Er was druk om me aan dit ideaal te houden. Ik wist niet hoe ik beleefd moest zijn en, je weet wel, hem afwijzen." 
— Delilah DiCrescenzo

## Hitnoteringen
| Hey There Delilah in de Nederlandse Top 40 - binnen: 8 september 2007 | Hey There Delilah in de Nederlandse Top 40 - binnen: 8 september 2007 | Hey There Delilah in de Nederlandse Top 40 - binnen: 8 september 2007 | Hey There Delilah in de Nederlandse Top 40 - binnen: 8 september 2007 | Hey There Delilah in de Nederlandse Top 40 - binnen: 8 september 2007 | Hey There Delilah in de Nederlandse Top 40 - binnen: 8 september 2007 | Hey There Delilah in de Nederlandse Top 40 - binnen: 8 september 2007 | Hey There Delilah in de Nederlandse Top 40 - binnen: 8 september 2007 | Hey There Delilah in de Nederlandse Top 40 - binnen: 8 september 2007 | Hey There Delilah in de Nederlandse Top 40 - binnen: 8 september 2007 | Hey There Delilah in de Nederlandse Top 40 - binnen: 8 september 2007 | Hey There Delilah in de Nederlandse Top 40 - binnen: 8 september 2007 | Hey There Delilah in de Nederlandse Top 40 - binnen: 8 september 2007 | Hey There Delilah in de Nederlandse Top 40 - binnen: 8 september 2007 | Hey There Delilah in de Nederlandse Top 40 - binnen: 8 september 2007 | Hey There Delilah in de Nederlandse Top 40 - binnen: 8 september 2007 | Hey There Delilah in de Nederlandse Top 40 - binnen: 8 september 2007 | Hey There Delilah in de Nederlandse Top 40 - binnen: 8 september 2007 | Hey There Delilah in de Nederlandse Top 40 - binnen: 8 september 2007 | Hey There Delilah in de Nederlandse Top 40 - binnen: 8 september 2007 | Hey There Delilah in de Nederlandse Top 40 - binnen: 8 september 2007 | Hey There Delilah in de Nederlandse Top 40 - binnen: 8 september 2007 |
| Week                                                                  | 1                                                                     | 2                                                                     | 3                                                                     | 4                                                                     | 5                                                                     | 6                                                                     | 7                                                                     | 8                                                                     | 9                                                                     | 10                                                                    | 11                                                                    | 12                                                                    | 13                                                                    | 14                                                                    | 15                                                                    | 16                                                                    | 17                                                                    | 18                                                                    | 19                                                                    | 20                                                                    |                                                                       |
| --------------------------------------------------------------------- | --------------------------------------------------------------------- | --------------------------------------------------------------------- | --------------------------------------------------------------------- | --------------------------------------------------------------------- | --------------------------------------------------------------------- | --------------------------------------------------------------------- | --------------------------------------------------------------------- | --------------------------------------------------------------------- | --------------------------------------------------------------------- | --------------------------------------------------------------------- | --------------------------------------------------------------------- | --------------------------------------------------------------------- | --------------------------------------------------------------------- | --------------------------------------------------------------------- | --------------------------------------------------------------------- | --------------------------------------------------------------------- | --------------------------------------------------------------------- | --------------------------------------------------------------------- | --------------------------------------------------------------------- | --------------------------------------------------------------------- | --------------------------------------------------------------------- |
| Positie                                                               | 35                                                                    | 21                                                                    | 16                                                                    | 13                                                                    | 10                                                                    | 13                                                                    | 17                                                                    | 17                                                                    | 13                                                                    | 10                                                                    | 8                                                                     | 12                                                                    | 13                                                                    | 13                                                                    | 16                                                                    | 18                                                                    | 20                                                                    | 21                                                                    | 25                                                                    | 32                                                                    | uit                                                                   |

### NPO Radio 2 Top 2000
| Nummer met noteringen in de NPO Radio 2 Top 2000 | '09  | '10  | '11  | '12  | '13  | '14  | '15  | '16  | '17  | '18  | '19  | '20  | '21  | '22  | '23  |
| ------------------------------------------------ | ---- | ---- | ---- | ---- | ---- | ---- | ---- | ---- | ---- | ---- | ---- | ---- | ---- | ---- | ---- |
| Hey There Delilah                                | 1680 | 1480 | 1504 | 1519 | 1247 | 1636 | 1343 | 1557 | 1806 | 1352 | 1925 | 1580 | 1911 | 1921 | 1971 |

1. ↑  Een vetgedrukt getal geeft de hoogste notering aan.
2. ↑  2009 was het eerste jaar met een notering voor dit nummer.
3. ↑  Deze tabel is bijgewerkt tot en met de laatste editie (2024).

## Peter Van de Veire en anderen
Op 17 september 2007 was er op Studio Brussel tijdens De Grote Peter Van de Veire Ochtendshow een bewerkte versie van het lied te horen, nl. "Hey Yves Leterme", gezongen door Peter Van de Veire zelf. Naast de versie van Peter Van de Veire zijn er nog andere bewerkte versies op gemaakt als Hey there vagina en de Stalker Version en in de Amerikaanse verkiezingsstrijd in 2008 tussen Obama en McCain werd Hey there Obama geschreven als promotie voor Barack Obama.
De Sugababes hebben het nummer gecoverd voor de cd Radio One's Live Lounge, het nummer verscheen ook op hun single Denial